# Miriam Ariza
Miriam Ariza Morel (* 8. Januar 1940 in San Francisco de Macorís) ist eine dominikanische Pianistin und Musikpädagogin.
Ariza studierte am Conservatorio Nacional de Santo Domingo bei Mary Siragusa und Manuel Rueda und unterrichtete hier ab 1957 selbst Klavier. Sie vervollkommnete ihre Klavierausbildung am Real Conservatorio de Madrid bei José Cubiles und am Conservatorio de Música de San Juan in Puerto Rico bei Jesús María Sanromá. Schließlich war sie Schülerin von Pedro Lerma León und Manuel Carra in Madrid. 1968 gehörte sie zu den Finalisten des Concurso Internacional de Intérpretes de Música Española in Santa Cruz de Tenerife.
Sie trat als Solistin in Spanien, Frankreich und den USA auf und gab mit ihrem Mann, dem Geiger Jacinto Gimbernard, und dem Sänger Arístides Incháustegui Konzerte bei Radiodiffusion-Télévision Française (TF1), bei Radio France und in der Carnegie Hall in New York. Mit dem Orquesta Sinfónica Nacional de la República Dominicana gab sie Konzerte unter der Leitung von Manuel Simó, Jacinto Gimbernard, Carlos Piantini, Rafael Villanueva und Julio de Windt.
Zum 40. Gründungsjubiläum des Orchesters spielte Ariza Beethovens viertes und fünftes Klavierkonzert. 1986 wurde sie mit dem Premio "El Dorado" der Academia Nacional de Ciencias y Artes als klassische Pianistin ausgezeichnet.

## Quelle
- El Tren de Yaguaramas - Miriam Ariza

| Personendaten    | Personendaten            |
| ---------------- | ------------------------ |
| NAME             | Ariza, Miriam            |
| ALTERNATIVNAMEN  | Ariza Morel, Miriam      |
| KURZBESCHREIBUNG | dominikanische Pianistin |
| GEBURTSDATUM     | 8. Januar 1940           |
| GEBURTSORT       | San Francisco de Macorís |